# Treffelstein
Treffelstein là một đô thị ở huyện Cham bang Bayern nước Đức. Đô thị Treffelstein có diện tích 20,88 km², dân số thời điểm ngày 31 tháng 12 năm 2006 là 1026 người.